# فيوريس بيت
بيتر سزيروينسكي ويعرف بـ فيوريس بيت أو بيت الغاضب" هو آكل تنافسي ويوتيوبر ولاعب كمال أجسام كندي من أصل بولندي ولد بتاريخ 30 نوفمبر 1985 في تورنتو.

## حياته الشخصية
يملك قناة على اليوتيوب فيها حتى كتابة هذه السطور أكثر من 5 ملايين مشترك، كما أنه فقد كلتا خصيته بسبب سرطان الخصية.

## وصلات خارجية
فيوريس بيت على موقع IMDb (الإنجليزية)
- فيوريس بيت على موقع قاعدة بيانات الفيلم (الإنجليزية)